# 非洲冠鵰
非洲冠鵰，又稱王冠鵰、冕雕、冠雕、非洲王冠鵰、非洲冕雕、冕鷹鵰、冠鷹鵰、王冠鷹雕，是撒哈拉以南非洲最大的猛禽。在南部非洲主要棲息於河岸林地與各種森林中。非洲冠鵰是非洲冠鵰屬中的唯一物種，此屬中的另一物種馬達加斯加冠鵰於人們開拓馬達加斯加時滅絕。